# Festival Internacional de Cine de Berlín 2009

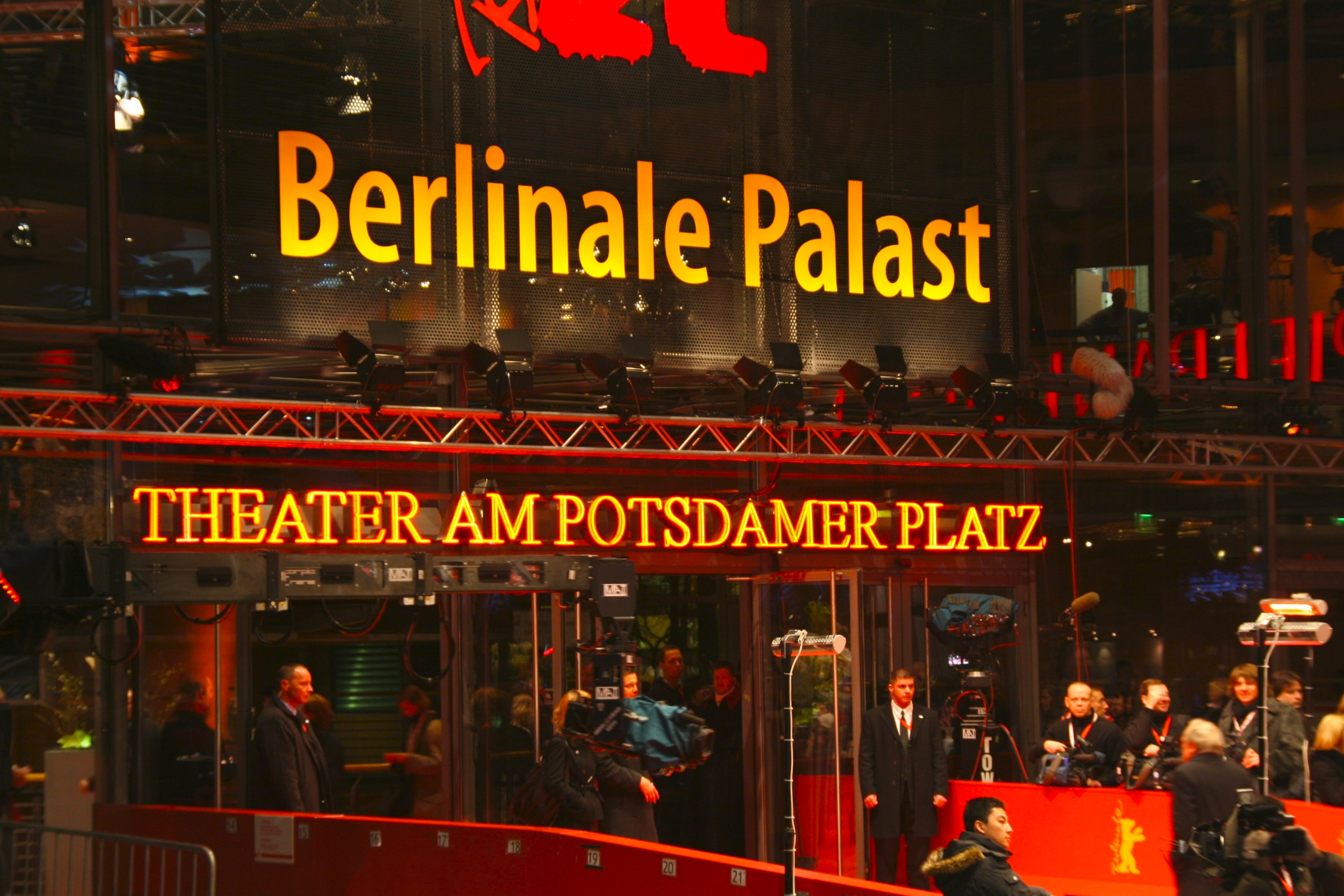
Lugar de presentación de los premios en el 2009.

El 59° Festival Internacional de Cine de Berlín se celebró del 5 de febrero al 15 de febrero de 2009. En este año, la presidenta del jurado fue la actriz Tilda Swinton del Reino Unido.
Este 2009, el Festival Internacional de Cine de Berlín, se estableció un récord para la venta de entradas de 270.000 entradas vendidas.

## Jurado
- Tilda Swinton (Reino Unido) - presidente
- Isabel Coixet (España)
- Gaston Kaboré (Burkina Faso)
- Henning Mankell (Suecia)
- Christoph Schlingensief (Alemania)
- Wayne Wang (EE. UU.)
- Alice Waters (EE. UU.)

## Ganadores
El Oso de oro fue para La teta asustada de Claudia Llosa.

### Osos de plata
- Jury Grand Prix (Gran Premio del Jurado): Adrián Biniez por Gigante y Maren Ade por Alle Anderen
- Mejor director: Asghar Farhadi por Darbereye Elly
- Mejor actor: Sotigui Kouyaté por London River
- Mejor actriz: Birgit Minichmayr por Alle Anderen
- Mejor guion: Oren Moverman y Alessandro Camon por The Messenger
- Reconocimiento por la carrera artística: Gabor Erdély y Támas Székely por Katalin Varga
- Premio Alfred Bauer: Andrzej Wajda por Tatarak y Adrián Biniez por Gigante.